# Rue Pionerskaïa (Samara)
La rue Pionerskaïa ou rue des Pionniers (Пионе́рская у́лица, anciennement rue de la Résurrection ( Voskressienaïa)¨, est une rue du centre historique de Samara en Russie. Elle traverse le raïon (district urbain) de Samara, et se trouve parallèle aux rues Ventsek (Więcek) et du Komsomol. Elle rend hommage au mouvement des pionniers.
Elle commence quai de Samara, au bord de la Volga. Elle coupe la rue Maxime-Gorki, la rue Vodnikov, la rue Alexis-Tolstoï, la rue Stepan-Razine, la rue Kouïbychev, la rue Frounzé, la rue Tchapaïev, la rue de la Jeune-Garde, la rue Galaktionov, la rue de Samara et se termine rue Zatonnaïa. Elle coupe les chemins Pessotchny, Zaplanny et Ouzenky.
Le 21 juillet 1906, le gouverneur de Samara, Ivan Blok, reçoit aux environs de 19 heures une bombe dans son équipage, lancée par le révolutionnaire Grigori Frolov. L'équipage se trouve alors à l'angle de la rue de l'Ascension (aujourd'hui rue Stepan-Razine) et de la rue de la Résurrection (aujourd'hui rue des Pionniers). Le gouverneur meurt déchiqueté sur le coup.

## Édifices remarquables
- № 6 — École de musique pour l'enfance n° 12. Lénine (Vladimir Oulianov) a habité cette maison d'octobre 1889 à mai 1890.
- № 17 — Ancienne assemblée de la noblesse (construite en 1852, architecte Meisner).
- № 19 / rue Alexis-Tolstoï, 39 — maison construite en 1840, ancien hôtel particulier Neronov, puis demeure du marchand Chikhobalov, ancienne imprimerie, puis imprimerie du journal Pour la Patrie. Elle appartient aujourd'hui au ministère de la Défense de la fédération de Russie[1],[2].
- № 21 — Maison de la Culture Dzerjinski («Dzerjinska»)
- № 22 — Hôtel particulier Sourochnikov. La fille de Staline, Svetlana Allilouïeva, y a vécu pendant la Grande Guerre patriotique.
- № 23 — Ancien siège du FSB de l'oblast de Samara.
- № 24 — Nouveau siège du FSB de l'oblast de Samara.
- № 25а — Chapelle Saint-Alexandre-Nevski à l'emplacement de l'incendie du siège de l'administration du ministère de l'intérieur pour l'oblast de Samara en 1999.
- № 48/55 — Ancien siège de la banque de commerce et d'industrie de Samara, inscrit au patrimoine architectural d'importance locale[3].

## Transport
La rue des Pionniers est parcourue par:
- les lignes d'autobus municipaux et commerciaux: 24, 102, 108, 205, 247 et 295[4]
- les lignes de tramway: 15, 16 et 20;
- les lignes de trolleybus: 6 et 16.

## Codes postaux
443020
443099.